# Estadio Bernabé Brito
El Estadio Bernabé Brito es un estadio de fútbol de San Miguel de Tucumán, Tucumán, Argentina. Es propiedad del Club Atlético Argentinos del Norte y se encuentra sobre la avenida Benjamín Aráoz en el Parque 9 de Julio, cercana a la Facultad de Educación Física de la UNT, el Estadio Provincial de Hockey y el Club Natación y Gimnasia.

## Historia
El Club Argentinos del Norte fue fundado el 8 de abril de 1907 por alumnos del Colegio Sagrado Corazón junto a profesores y exalumnos de la institución. Originalmente el club no tenía cancha, por lo cual utilizaba diversos recintos. El estadio actual fue inaugurado el 13 de agosto de 1933, con partidos entre San Martín y All Boys (ganado por 3-0 el segundo) y el seleccionado Tucumano contra un combinado de la Liga Santiagueña, triunfando por 3-0 los jugadores tucumanos. El club local jugó por primera vez el 15 de agosto de ese año versus Mitre de Santiago del Estero, empatando 1-1.
En el estadio se jugaron la final de la Liga Tucumana en 1998, que fue la primera ganada por Argentinos del Norte y las copas competencia de 1941, 1943 y 1969. En las instalaciones del club, además de fútbol, se practican atletismo, basquetbol, futsal, karting, natación, entre otras disciplinas. El estadio cuenta con dos tribunas en sus laterales.